# Angela Erwin
Angela Erwin (* 30. Mai 1980 in Düsseldorf) ist eine deutsche Rechtsanwältin und Politikerin der Christlichen Demokratischen Union Deutschlands (CDU) und seit 2017 Mitglied des Landtages von Nordrhein-Westfalen.

## Biografie

### Familie
Erwin ist die Tochter des 2008 im Amt verstorbenen Düsseldorfer Oberbürgermeisters und CDU-Politikers Joachim Erwin. Sie hat einen jüngeren Bruder. Erwin ist seit Juni 2017 mit dem Arzt Constantin Benjamin Vogiatzis verheiratet und hat einen im April 2018 geborenen Sohn.

### Beruf
Erwin machte 1999 Abitur und studierte bis 2004 Rechtswissenschaften an der Heinrich-Heine-Universität Düsseldorf. 2005 machte sie das 1. und 2008 das 2. Staatsexamen. Erwin ist seit 2008 als Rechtsanwältin tätig. und wurde 2011 Partnerin in einer Düsseldorfer Anwaltskanzlei.

### Politik
Von 1999 bis 2017 war Erwin Mitglied der Jungen Union. 2008 wurde sie Mitglied der CDU.
Seit 2013 ist sie im Vorstand des CDU-Kreisverbandes Düsseldorf. Im Juni 2015 wurde Erwin eine der beiden stellvertretenden Vorsitzenden des CDU-Kreisverbandes Düsseldorf. Im Mai 2014 unterlag sie bei den Kommunalwahlen knapp ihrem Grünen Gegenkandidaten im Düsseldorfer Wahlkreis Friedrichstadt Ost. Am 14. Mai 2017 erhielt sie bei der Landtagswahl in Nordrhein-Westfalen 2017 das Direktmandat im Wahlkreis Düsseldorf III für den Landtag von Nordrhein-Westfalen. Bei der Landtagswahl 2022 konnte Erwin mit einem Erststimmenanteil von 31,87 % in ihrem Wahlkreis erneut über das Direktmandat in den Landtag einziehen. In der 18. Wahlperiode ist die Juristin Vorsitzende des Innenausschusses. Sie wurde außerdem von den Parlamentariern zur Vorsitzenden der Parlamentariergruppe NRW-Japan gewählt.

### Privates
2002 war Erwin als Venetia Karnevalsprinzessin im Düsseldorfer Karneval.